# 금

금의 원자 구조.

한자의 쇠 금

금(金, 영어: Gold)은 화학 원소로, 기호는 Au(←라틴어: Aurum)이며, 원자 번호는 79이다. 빛나는 노란색의 무른 금속으로 연성과 가단성이 있는 전이 금속이다. 다른 화학 물질과 화학 반응을 일으키지 않으나, 염소, 플루오린, 왕수와는 반응한다. 덩어리 금속, 또는 바위나 충적토의 알갱이로 산출된다. 수천년 이상 금은 화폐로 쓰였으며, 장신구와 치과, 전자 제품 등에도 사용되었다. 그뿐만 아니라, 전자공학 특히 인쇄기판이나 실리콘(규소)를 겉에 입힌 반도체에 쓰인다. 중세시대에는 인위적으로 황금을 만들기 위해 연금술을 연구하기도 했다. 이제는 바닷물에서도 금을 채취할 수도 있게 되었고, 입자가속기를 이용하여 금을 생성할 수 있게 되었다. 하지만 입자가속기로 생성되는 금의 양은 매우 적고 가속기를 운영하는데 드는 비용이 훨씬 많으므로 경제성이 전혀 없다. 따라서 흔히 상업적으로 쓰이는 모든 금은 아직도 땅에서 얻으므로, 금광업은 매우 중요한 산업이다.

## 성질
금은 노란색을 띠는 금속으로 연성과 전성이 매우 뛰어나 길게 늘이거나 얇게 펼 수 있다. 일례로 가로, 세로, 높이가 모두 1인치인 정육면체의 금을 넓게 펴면 가로, 세로, 높이가 모두 10미터인 공간을 뒤덮을 수 있을 만큼 넓게 펴진다. 금 1그램으로는 3000미터 이상의 금선도 제작이 가능하다. 또한 금은 어떠한 경우에도 녹이 슬지 않기 때문에 도금을 이용하여 장신구 제작에 많이 사용되었다. 금은 굉장히 무거운 금속으로서 이 세상에 존재하는 모든 원소들 중 금보다 무거운 원소는 많지 않다.

### 합금으로서 이용
금은 쉽게 얻을 수 없을 뿐만 아니라 그 물리 성질이 특이해서 오랫동안 귀중하게 여겨졌다. 금은 노란색의 연한 금속 광택이 난다. 또 부드럽기 때문에 다루기가 쉽고 어떤 모양이든 만들 수 있다. 금에는 연성과 전성이 있어 실처럼 매우 가늘게 뽑을 수 있고, 망치로 두들겨서 얇은 판으로 만들 수도 있다. 공기 중에서 전혀 부식되지 않고 다른 화학변화도 일으키지 않기 때문에, 표면의 색이 그대로 보존된다. 금의 부드러운 성질 때문에 순금으로는 작은 충격에도 모양이 쉽게 변하는 특성 탓에 금으로 장신구를 만들려면 다른 금속과 결합한 금합금을 이용한다.

### 화학적 성질
금 합금의 순도는 캐럿이라는 단위로 측정하며, 1캐럿은 순금을 24라고 했을 때 24분의 1에 해당한다. 예를 들어, 금 18캐럿은 금과 다른 금속의 비율이 18:6이다. 원자번호는 79이고, 전자 배치는 [Xe] 4f14 5d10 6s1(1s2 2s2 2p6 3s2 3p6 4s2 3d10 4p6 5s2 4d10 5p6 6s1 4f14 5d10)이며, 원자질량은 196.967u이다. 순금의 녹는점은 1064.43도이고, 끓는점은 2807도이며, 20도에서 밀도는 19.32g/cm3이다. 산화서열도에서 거의 맨 마지막에 위치하여 산화가 불가능하다. 그래서 금, 백금, 은 3가지 금속은 산화가 잘 되지 않아서 귀금속으로 분류된다.

#### 여러 가지 금속과의 밀도 비교
금은 금속 중에서 밀도가 큰 편이다. 입방미터(m3) 밀도로 재면 19,300 kg/m3(19.3톤/m3)이며, 납의 밀도는 금보다 작아서 11,340 kg/m3, 가장 밀도가 큰 금속은 오스뮴이며, 입방미터 단위 밀도로 재면 22,610 kg/m3이다.

### 도금
은도금을 할 때 은시안화칼륨을 쓰는 것처럼, 금 도금을 할때는 금시안화칼륨을 사용한다. 일단 도금할 물체를 (-)극에 설치하고, 도금할 금속인 금을 (+)극에 설치한 뒤, 그 두 가지를 금 이온(Au+이나 Au3+)이 들어 있는 금시안화칼륨용액에 넣으면 도금을 할 수 있다.

### 동위 원소
금의 동위 원소는 반감기가 짧은 것이 많으며, 심한 경우에는 나노(nano) 대까지 가는 것도 있다. 가장 짧은 반감기를 가지는 186mAu는 110ns의 반감기를 가진다. 질량은 169u에서 205u까지 다양하게 존재한다.
금은 오직 하나의 안정 동위원소가 천연에 존재하며 그 질량은 197이다. 금은 여러 가지 동위 원소가 존재하는데 그 동위 원소의 종류는 36 가지이며 질량은 169에서 205까지 다양하다. 가장 안정적인 금의 질량은 197이지만 가장 긴 반감기를 가진 동위 원소는 195짜리 금으로 반감기는 168.5일이다. 가장 질량이 작은 안정 동위 원소는 173짜리이며 반감기는 30 µs이다. 금의 반감기는 질량 197의 경우는 해당되지 않으며, 동위 원소 중에서는 α 붕괴, 그리고 β+붕괴를 한다. 질량 195짜리 금과, 그리고 질량 196짜리 금은 β- 붕괴를 한다.
금의 동위 원소 범위는 흔히 170에서 200까지이다. 그 범위에 속하면서 가장 반감기가 긴 금 동위 원소는 질량 178, 179, 181, 182 그리고 188짜리가 이성질체로 존재한다. 가장 안정적인 이성질체 금 반감기는 182m짜리로 2.27일의 반감기를 가진다. 가장 작은 이성질체 금 질량은 177m2짜리로 반감기는 불과 7ns 정도이다. 184m1Au 짜리 금은 β+ 붕괴를 하며, 이성질체 금은 알파 붕괴도 한다. 모든 이성질체 금은 알파 붕괴를 동시에 한다.

## 금 화합물
금은 비금속과 결합을 할 수 있으며, 산화 상태의 범위는 1-에서 5+까지이다. 그러나 금(1+)과 금(3+)는 그렇지 않다.
금(1+)은 이온화 할 수 있으며, 보통 이온화가 되면 매우 무르게 된다. 보통 표기할 때는 Au+ 또는 Au-로 표기한다. 금(1+) 은 보통 직선형을 이루고 있다. 금(1+) 화합물의 좋은 예로 시안화금 이온 Au(CN)2−이 있는데, 이것은 채굴될 때 보통 많이 나오는 금의 화합물이다. 그리고 다른 금의 화합물로 (일)염화금(AuCl), 이것은 구조가 지그재그식으로 되어 있으며, 순금으로 될 때 다시 직선형으로 되돌아온다. 금 화합물의 기초가 되는 것이 바로 금(1+)이다.
금(3+)는 염소와 결합을 하면 (삼)염화금(AuCl3)이 된다. 이 화합물이 수소와 결합하여 산이 되면, (일)염화금산 HAuCl4로 된다.
보통 많이 되는 금 이온의 형태는 금(-1), 금(2+), 금(5+)이다. 이 금 이온들은 루비듐 이온(Rb+), 칼륨 이온(K+), 그리고 질산메틸 이온((CH3)4N+)과 이온결합을 한다. 금(2+) 화합물은 금 2원자와 이온결합을 하고(Au-Au,) 다른 화합물과도 결합을 하여 금 화합물인 [Au(CH2)2P(C6H5)2]2Cl2가 된다. 그리고 금(2+)는 제논과 결합하여 복잡한 화합물을 만들어 내며, 화합물은 다음과 같이 된다([AuXe4](Sb2F11)2). 금 이온 중에서 금(5+)는 산화 상태가 가장 높다.

## 금의 존재형태와 산출

### 산금과 사금
금은 주로 자연금 또는 일렉트럼(자연금과 자연은의 합금)으로서, 석영맥 속에서 황철석, 방연석, 텅스텐 광물 등과 함께 산출된다. 이 밖에 텔루륨와 결합하여 텔루륨 금광으로서 석영맥 속에서 산출되기도 하고, 구리, 납, 아연 등 다른 금속광석 속에서 미립의 자연금으로서 산출되기도 하는데, 이들을 산금이라 한다. 지금까지 발견된 최대의 자연금은 1869년 오스트레일리아의 빅토리아에서 발견된 것으로, 무게가 2,520온스(약 71.5 kg)이었다.
한편 산금에서 유래하는 풍화잔류광상에서 산출되는 것을 사금(하천에서 발견되는 모래 크기만한 금)이라 한다. 클라크수 5×10−7으로, 그 양은 극히 적다. 세계의 주요 금 산출국은 남아프리카공화국, 러시아, 미국 등인데, 그 중에서도 남아프리카공화국의 트란스발 지방에서 세계 총생산량의 약 40%가 산출된다. 한국에서는 충남 청양군 구봉광산에서 주로 산출된다.

### 금의 채취
과학자들은 지각의 갈라진 틈에서 지표면으로 흘러나오는 액체와 기체가 퇴적되어 금이 생긴다고 설명한다. 금은 지각을 이루는 암석에서 널리 발견되며, 종종 구리나 납도 함께 발견된다. 또한, 광맥, 퇴적층, 사광상에서도 발견되고, 바닷물에서도 발견된다. 사광상에서 발견되는 입자가 큰 금 알갱이를 사금이라고 하는데, 흔히 하천 바닥에서 발견된다. 이 금 알갱이는 지표수나 홍수 때문에 금광맥에서 씻겨 옮겨온 것이다. 바닷물 속에도 금이 있는데, 바닷물에서는 1t당 약 72 mg(100만 톤당 약 6g)의 금이 들어 있다. 따라서 과학자들은 바닷물 속에 들어 있는 금을 유용하게 분리하는 방법에 대해 연구 중이다.
금은 합금되지 않는 상태나 순수한 상태로 발견되는 경우가 매우 드물며, 흔히 은과 결합된 상태(은성분 6~10%)로 발견된다. 그러나 보통 금은 석영, 방해석, 납, 텔루륨, 아연, 구리 등과 함께 발견되거나, 그러한 물질을 캐내는 과정에서 함께 얻어진다. 금을 얻는 방법은 금이 묻혀 있는 형태에 따라 다르다. 그러나 금이 묻혀 있는 형태와 관계없이 공통으로 필요한 두 단계가 있는데, 하나는 금광석을 캐내는 것이고, 다른 하나는 금광석에서 금을 분리하는 것이다.
사금을 채취할 때에는 대부분 이 두 단계가 금이 묻혀 있는 곳에서 이루어지지만, 땅 속에서 캐낼 경우에는 금광석을 분쇄소로 운반해 필요없는 암석을 골라내고 쓸모 있는 광물만 분리해낸다. 금광맥은 땅 속에서 석탄을 캐는 것처럼 굴착기를 이용해 금광맥의 방향에 따라 땅을 파가면서 찾아낸다. 어떤 금광석은 지표면에서 캐내기도 하는데, 광부들은 암석에 구멍을 뚫어 화약을 넣고 폭발시킨다. 이렇게 광석은 부순 뒤 금이 들어 있는 암석 조각을 분쇄소로 운반한다.
폐휴대전화에서 금을 얻는 경우도 있는데 폐휴대전화 1t에서 금 340g과 은 2kg을 얻을 수 있다. 반면 금광석 1t에서는 금 7.4g과 은 214g을 얻을 수 있다. 폐휴대전화 1대에는 금 0.034g, 은 0.2g, 팔라듐 0.015g, 구리 10.5g, 코발트 6g이 들어 있다. 폐휴대전화를 모아서 금을 채취하고 있는 상황에서 폐휴대전화를 모아두는 곳을 도시광산이라 한다.

### 세계의 금 산지
세계의 주요 금 생산국으로는 남아프리카공화국, 짐바브웨, 미국, 오스트레일리아, 캐나다, 러시아 등이 있다. 남아프리카공화국에 있는 금광은 경제성이 매우 높다. 대표적인 금광업 중심지는 윗워터즈랜드로, 세계에서 매장량이 가장 많다. 러시아의 시베리아 동부, 미국의 네바다주(은도 많이 채광된다), 캐나다의 온타리오와 퀘벡도 중요한 금 산지이다. 오스트레일리아의 가장 큰 금광은 퀸즐랜드에 있는 타운즈빌 지방의 키드스톤이다.

### 한국의 금 산지
대한민국 내에서 금이 산출되는 광산은 삼척시의 삼조광상, 둔전 금-은-안티모니광상, 정선군의 백전광상, 동원광상, 봉화군의 금정광상, 제천시의 제천광산, 음성군의 무극광상, 통영시의 통영광상 등이 있다.

## 금의 전기적 성질
금의 굳기는 2.5∼3으로, 전성 및 연성이 매우 크다. 보통의 금박 두께는 0.00001cm이고, 1g의 금으로 약 3,000m의 금실을 뽑을 수 있다. 순금의 빛깔은 그 상태에 따라 다르며, 괴상의 것은 황색이지만, 분말이나 콜로이드로 되면 보라색이 되고, 녹으면 녹색, 증착막을 형성하면 적색이 된다. 얇은 박이 되면 투과광선에 의해서 녹색에서 청색이 된다. 전기 및 열의 양도체이며, 전기전도도는 은의 67%이고, 비저항은 {\displaystyle \scriptstyle 2.2\times 10^{(}-6)\mathrm {\Omega \cdot cm} }(18 °C)이다. 또한 열전도율은 {\displaystyle \scriptstyle 0.708\,\mathrm {cal/cm\cdot sec\cdot deg} }로 은의 70%이다.
공기나 물에서는 변하지 않으며, 빛깔의 변화도 없고, 강한 산화제에 의해서도 변하지 않는다. 산 및 염기에도 녹지 않지만, 왕수에는 녹아서 염화금산이 된다. 산소가 존재할 때에는 시안화알칼리염의 수용액에서 시아노금산염을 만들며 녹는다. 산소 및 황과는 고온에서도 반응하지 않지만, 염소 및 브로민과는 직접 결합한다. 화합물에서 보통 산화수는 1+와 3+이다. 금 이온(Au2+)의 화합물 중 염화 금(AuCl2)은 물에 잘 녹지 않으나 염산에는 녹는다.

## 산출된 금의 제조 과정과 금의 반응

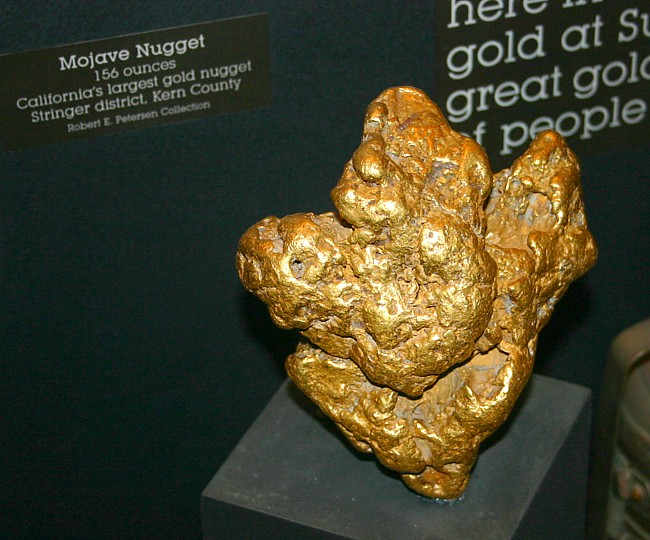
갓 산출된 156온스(4.85kg)짜리 금의 모습.

산출상태 및 그 밖의 상황에 따라 다르지만, 일반적으로 사금과 산금에 따라 그 채취방법이 다르다. 사금의 경우 금의 비중이 큰 것을 이용하는 요분법, 요상법 및 홈통법 등이 있으며, 보다 대규모로 채취할 때는 채금선을 사용한다. 요분법 및 요상법에서는 함금사니를 넣은 다음 물 속에서 전후좌우로 흔들면 가벼운 토사는 제거되고 무거운 금은 그릇의 바닥에 남게 된다. 홈통법에서는 너비 40 cm, 깊이 30 cm, 길이 40m 정도의 홈통을 십여 개 연결하여 물을 홈통 안으로 흘려보내면서 물 속에 함금사니를 넣으면 가벼운 토사는 제거되고 무거운 금이 특정 부위에 남게 된다.
산금의 경우 혼홍법 및 시안화법이 사용된다. 혼홍법에서는 금이 수은과 아말감을 잘 만드는 것을 이용한 것으로, 아말감에서 수은을 휘발시키면 금만 남게 된다. 즉, 먼저 광석을 물 속에서 분쇄한 다음 수은으로 아말감을 형성한 구리판의 표면 위를 흐르게 한다. 구리판 위에 생긴 경아말감을 모은 다음 철제 레토르트로 증류하여 수은을 분리, 제거한다.

### 금의 제조와 그 반응식
금의 채취율은 60∼80%이며, 나머지는 시안화법 등으로 재처리한다. 시안화법은 시안화나트륨(NaCN)의 수용액이 공기의 존재하에서 금을 녹일 수 있는 성질을 이용한 것으로 다음 식으로 표시된다.

4Au + 8NaCN + O2 + 2H2O → 4NaAu(CN)2 + 4NaOH
이때 금을 용해하고 있는 액체를 귀액이라 하며, 이 용액에 아연을 가하면

2NaAu(CN)2 + Zn → Na2Zn(CN)2 + 2Au
에 의해 금이 석출된다. 보통 혼홍법 및 시안화법을 각각 단독으로 사용하는 경우는 드물고, 이들을 병용한다.
건식법은 구리 및 납의 건식 제련소에서 사용되는 방법으로 구리 및 납의 융해제련에서는 규산염 광석이 융제로 필요한데, 그 대신 금광석을 사용하면 금과 은을 부산물로 얻게 된다.

## 역사

연금술에서 금의 기호. 태양의 기호와 같다.

금은 지금으로부터 6,000년 전쯤 메소포타미아에서 처음으로 사용이 되었다. 금은 구리 다음으로 인간이 가장 먼저 사용한 금속이라 생각된다. 금에 관해서는 이미 구약성서의 《창세기》에도 기재되어 있으며, BC 3,000년경 메소포타미아인은 금으로 만든 투구를 사용하였고 이집트의 왕릉에서는 호화로운 금제품이 출토되어 유명하다. 이 밖에 에게 및 잉카문명 등에서도 금을 중요시하였음을 알 수 있다. 그리스인이 처음으로 금을 화폐로 사용했는데, 이 제도를 로마인도 이어받았다.

### 연금술의 발전과 실패
한편, 고대 인도의 경전 등에서 볼 수 있는 바와 같이 금은 마력을 지니고 있다고 하여 옛날부터 숭배되었으며 금에 대한 인간의 욕망은 중세에 와서 연금술을 발달시켰고, 또 당시의 사상에도 큰 영향을 주었다. 마르코 폴로의 모험이나 콜럼버스의 항해도 동양의 금을 구하려는 것이 첫째 목적이었으며, 근세 유럽의 발전도 금·은의 무역에서 비롯되었다고 할 수 있다. 즉, 16세기의 중남미침략을 시초로 19세기 북아메리카의 골드러시에서 그 절정을 이루었으며, 남아프리카 및 오스트레일리아의 개발도 그 여파의 결과라 할 수 있다. 아이작 뉴턴 역시 납에 수은을 넣고 끓이면 금이 된다는 실험을 여러 번 한 적 있다고 한다. 그러나 연금술은 후에 실패하고 말았는데(연금술에서는 수은과 황에 이른바 '메디키나'(현자의 돌)를 융합하면, 금이 된다고 한다), 그것은 돌턴의 원자설 때문이다. 돌턴의 원자설에 따르면, 원자는 변하지 않으며, 없어지지 않거나, 생겨나지 않는다. 그러므로 수은과 황 또는 납을 더하면 금이 생겨나지 않으므로 연금술이 실패한 것이다.

## 정제
자연금 및 건식법으로 얻은 조금에는 은 및 그 밖의 다른 것이 함유되어 있으므로 이들을 분리하는 데는 산분은법과 전해법이 사용된다. 산분은법은 질산 및 황산으로 은을 용해하고 금만을 남게 하는 방법이며, 전해법은 조금을 판으로 주조해서 양극으로 하고, 전해액으로 염화금을 사용해서 음극의 순금판 위에 금을 석출시키는 방법이다. 액체의 온도를 60∼70 °C로 유지해서 전기분해하며, 은의 성분이 적으면 직류만을 사용하지만, 많을 때는 직류 및 교류를 교대로 통해서 양극표면의 염화은 생성피막을 제거한다. 석출된 금은 흑연도가니 속에서 융해시켜 잉곳으로 만드는데, 이때의 순도는 99.99%이다.

## 용도
금은 많은 나라에서 화폐의 기준으로 사용되는 특별한 금속이며, 그 밖에 공예 및 장식용으로 쓰이고, 치과의료 및 만년필의 펜촉, 유리 및 도자기의 착색체, 검전기의 박 등으로 사용된다. 순금일 경우는 유연하므로 보통 구리, 은 및 백금족원소 등의 합금으로 사용된다. 합금으로서의 품위는 퍼밀(‰) 또는 캐럿(K)으로 표시한다. 순금은 24K로 한다. 예를 들면, 금화는 21.6K(금 90%), 의치는 20∼22K(금 83.3∼91.7%), 장신구는 18K(금 75%), 금펜촉은 14K(금 약 58.3%) 등이다.

### 장식품으로서 이용

금 합금의 금-은-구리 비율에 따른 합금의 색.

금을 장식품으로 사용할 때에는 보통 금 합금을 많이 사용하는데, 매우 단단하며, 녹는점이 낮은 편이고, 색을 가진 금 합금도 있다. 금 합금은 보통 원래의 순금에 다른 금속을 넣는데, 그 비율에 따라 22K, 18K, 14K, 그리고 10K 네 가지가 있다. 보통 구리가 차지하는 비율이 매우 높으며, 금 합금에 종종 은이나 팔라듐을 넣기도 한다. 구리는 금 합금을 만들때의 기본 금속이며, 적갈색의 광택을 띤다. 18캐럿의 금 합금은 순금에 25%의 구리를 넣어서 만들며, 러시아에서 최초로 제조한 유일한 방법이었다. 그리하여 구리를 25% 넣어서 만든 금 합금을 적금이라고 한다.
14캐럿의 금 합금은 역시 구리를 넣어서 만드는데, 색은 청동과 같은 색깔을 띤다. 청금은 역시 금 합금이며, 철을 넣어서 만들면 자색금이다. 청금은 순금에다 알루미늄을 넣어서 만든다. 이것은 특별한 금 합금 제조법이다. 청금과 자색금은 금 합금을 만들기가 매우 어렵다. 14캐럿과 18캐럿 금 합금은 은과 함께 넣으면 황록색을 띠며, 이 금을 녹금이라고 한다(이름처럼 녹색을 띰). 백금(원소가 아닌 금 합금)은 팔라듐과 니켈을 넣어서 만든다.
백색 18캐럿 금 합금(일명 화이트골드)은 제조할 때 순금에다가 17.3%의 니켈, 5.5%의 아연, 2.2%의 구리와 소량의 은을 넣어서 제조한다. 니켈은 독성이 있으나 유럽에서는 금 합금을 제조할 때 니켈을 넣어서 만든다. 백금 합금의 제조할 때 기본 금속은 팔라듐이며, 은과 함께 흰색을 띤다. 그러나 팔라듐은 니켈보다 가격이 비싸서 지금은 거의 사용되지 않게 되었다. 높은 캐럿 단위(20-22K)의 금은 순금에다 은을 넣어서 만든다.

### 금화의 역사

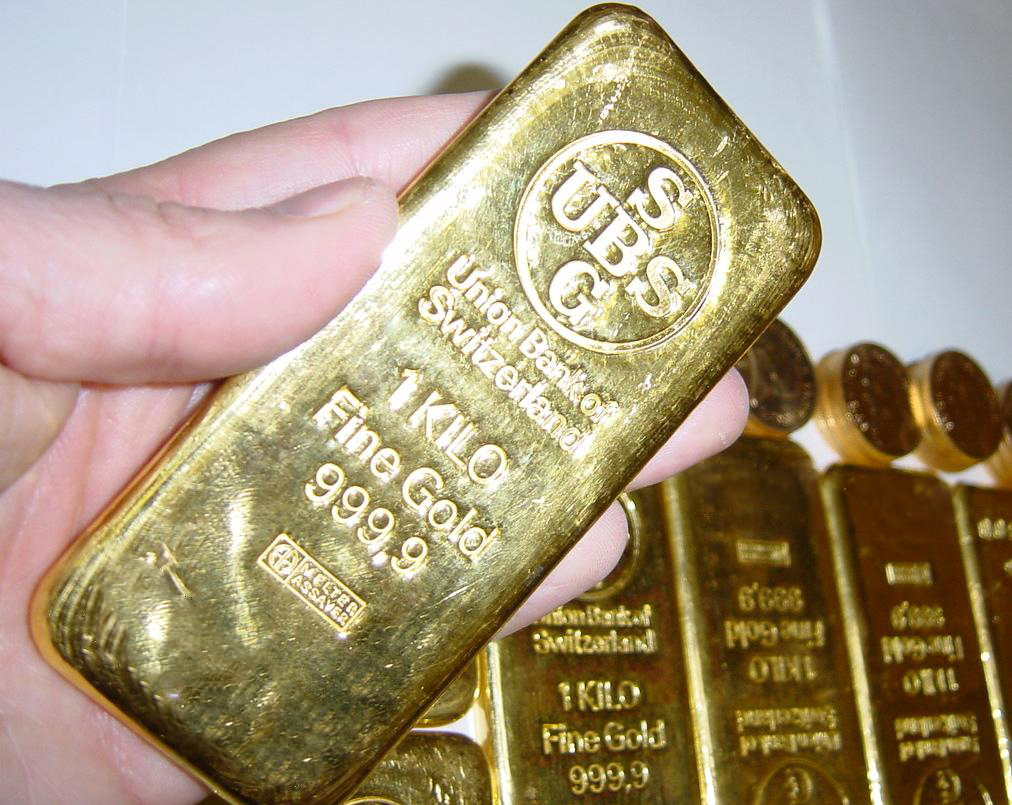
스위스에 있는 1kg짜리 금괴의 모습.

금화는 1526년에서 1930년까지 표준 22캐럿 금합금으로 사용되었으며, 무척 단단하였다. 현대 순금의 표준은 24캐럿이며, 금화와 의치는 20~22캐럿으로 사용되어 역사에서 가장 중요하게 사용된 화폐였다. 금화는 순도가 최고 99.999% (.99999). 금단풍 금화의 순도는 최대 99.99%였다. 현재 순도 99.99%의 금화가 사용되고 있으며, 오스트레일리아에서는 금캥거루 동상도 만들었다(맨 처음에 1986년 금 채굴을 시작하여, 금 캥거루 동상을 1989년에 만들었다). 금화는 태음력에도 사용되었다. 2006년, 미국에서는 순도 99.99%의 금을 지금도 사용하고 있다.

#### 태고의 화폐
태고에는 조개껍데기·곡류 ·가축 ·면포 등이 화폐로서 유통되었으나, 그 후 금·은 등 귀금속이 화폐로서 유통되게 되었다. 이들 금 ·은이 화폐로서 유통되는 범위가 확대됨에 따라 재화로서 보다는 화폐의 의미가 증가되었다.
이와 같이 하여 생긴 금·은 화폐는 처음에는 그 순도 및 중량을 하나하나 칭량해서 유통하였으므로 칭량화폐라고 하였다. 이 칭량화폐로는 유통에 불편이 많았으므로 정부가 금·은 화폐를 그 품위 및 양에 따라 특정한 값을 표시한 일정한 형상으로 주조하였으며, 이것을 표준화폐 또는 본위화폐라 하여 통용되게 하였다. 주화의 경우 그 개수의 셈만으로 쉽게 유통이 가능하므로 이 화폐의 출현으로 화폐유통의 새시대가 개막되었다.

#### 전성기때의 금화와 은화 화폐
금·은 주화는 근세에 들어와서 본위화폐로 사용되었다. 이것을 금은 복본위제도라 한다. 이 제도에서는 금과 은의 값의 비를, 예를 들어 금화 1에 대해서 은화 15와 같이 법으로 정하고 있으나, 실제로는 법정비가와 시장비가와의 차이가 생겨 이 화폐제도에 혼란이 일어났다. 그리하여 1816년에는 금화만을 본위화폐로 하는 금본위제도가 이탈리아에서 채용되었으며, 그 후 다른 나라에도 보급되었다.
일반적으로 화폐의 소재로서 적당한 것은 그 자체가 가치를 지니고 있을 것, 그 가치가 안정되어 있을 것, 품질이 균일할 것, 분할되어도 가치는 유지될 것, 닳아 없어지지 않을 것, 운반 및 보관이 용이할 것 등의 성질을 지닐 필요가 있다. 이들 성질을 지니고 있는 것이 금이며, 세계 각국에서 금화가 화폐로서 널리 사용된 것도 이 때문이다. 그 후 각국의 중앙은행에서 발행한 은행권 등의 화폐가 각국 내에서 사용됨에 따라, 금은 국제간의 거래에서 결제를 위해서만 사용되는 화폐 즉 국제통화가 되었다.

#### 현재의 금화 가치변화
그 후 국제간의 거래가 증가됨에 따라 결제만을 위한 금의 수요도 증가되었으나, 그 공급이 수요를 충족시킬 수 없었다. 그 이유로는 금의 생산량에는 자연의 제약이 따를 뿐 아니라 생산된 금은 화폐 용도 외에 공업용 및 장식용으로도 사용되며, 또 화폐로 사용될 경우에 도금이 퇴장되는 경우가 있음을 들 수 있다. 이와 같은 화폐용 금의 부족현상 때문에 금은 파운드와 달러, 특히 달러에 의해 보충되었다. 1960년에 들어와서 미국은 국제수지에서 적자가 계속되었으며, 그 결과 달러의 해외유출이 증가되었다.
반대로 국제수지에서 흑자국은 보유하고 있는 달러로 금을 미국으로부터 매입하였으므로 미국의 금보유고는 1971년 100억 달러까지 감소되어 결국 금과 달러를 교환하는 제도를 폐지하게 되었다. 그래서 1976년 1월 IMF(국제통화기금)는 금을 폐화하고, 금·달러 체제 대신 SDR(special drawing right: 특별인출권)를 국제통화체제의 베이스로 결정하였다.

## 세계의 금 가격

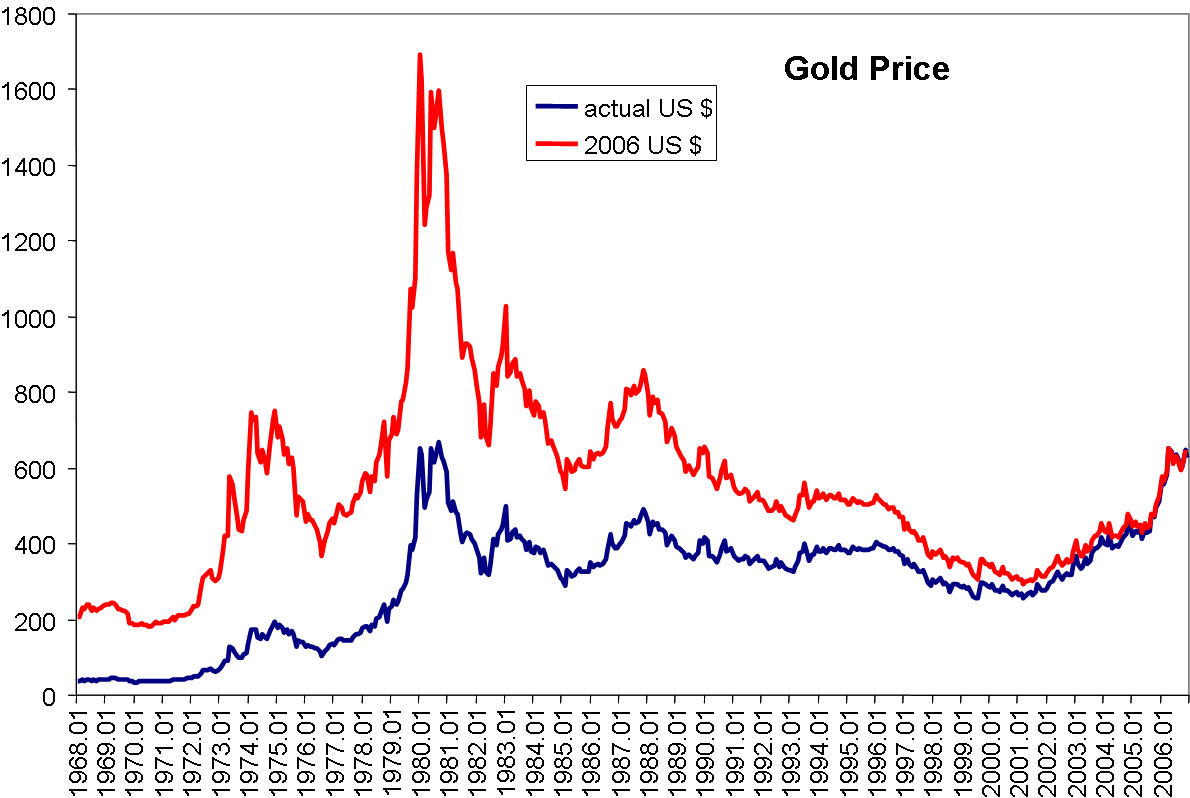
세계 금값 그래프. 1970년 1월에서 2006년 1월까지의 변천이 잘 나타나 있다.

세계 각국에서 금본위제도를 폐지한 제2차 세계대전 후에도 금은 계속 국제통화인 달러 ·파운드 등과 함께 국제결제를 원활히 하기 위한 불가결의 조건이었다. 세계 최대의 금을 보유하고 있는 미국은 IMF체제하에 국제통화의 안전을 도모하기 위해서 1934년의 금준비법에 따라 금 1트로이온스(31.1035g)=35달러(1g=1.28달러)의 가격을 유지해 왔다.
그러나 국제수지의 만성적 적자와 금의 유출 때문에 1968년에는 2중가격제(분정평가는 그대로 두고 민간시장의 금 가격은 자유시세에 맡기는 제도)가 채용되어, 1971년 말 1트로이온스=38달러, 1973년 2월에는 42.23달러로 공정가격을 인상하였다.
그러나 자유시세는 여전히 공정가격보다 상당히 웃돌았으므로 IMF는 1976년 1월 킹스턴 체제하에 공정가격의 폐지를 결정하였다. 런던 자유금시장에서 장해진 가격은 달러 불안 등으로 인해 상승을 계속하여, 1979년에는 한때 1,800달러를 넘은 일도 있었으나, 1981년에는 300∼350달러선을 유지하다가, 1995년도에는 380~390달러선을 유지하였다. 2009년 3월 기준으로 1,000달러선을 넘었다. 그리고 계속 하락하다가 2009년 10월에 또 1,000달러선을 넘었다.
최근에는 금선물 시장이 활성화되었는데 이는 금실물과 무관하게 버블이 형성되는 단점이 있다. 즉 선물 만기시 현물과 함께 체결되어야 하는데 현물이 과부족이면 금선물시장이 신뢰성을 잃게되는 위험을 안고 있다는 점이다.
그래서 금선물 시장의 백워데이션이 발생할 경우 경제에 심각한 타격을 줄 수 있다.

## 생화학
캐나다 맥마스터 대학교의 생화학자 네이턴 마가르베이(Nathan Magarvey)는 생존을 위해서 스스로 도금하는 박테리아를 발견하였다.

## 대표 생산국
- 미국
- 오스트레일리아
- 중국
- 러시아
- 캐나다
- 인도네시아
- 파푸아뉴기니
- 브라질
- 일본
- 남아프리카 공화국
- 페루
- 뉴질랜드

## 같이 보기
- 은
- 백금
- 철
- 합금
- 귀금속
- 금의 동위 원소
- 금 모으기 운동
- 금관
- 골드 러쉬